# Delbar Sādāt
Delbar Sādāt (persiska: دِلبَر, دلبر سادات علیا, Delbar Sādāt-e ‘Olyā, دلبر سادات, شَرَف سادات) är en ort i Iran.   Den ligger i provinsen Lorestan, i den västra delen av landet, 400 km sydväst om huvudstaden Teheran. Delbar Sādāt ligger 1 002 meter över havet och antalet invånare är 227.
Terrängen runt Delbar Sādāt är kuperad åt sydväst, men åt nordost är den platt. Delbar Sādāt ligger nere i en dal.Runt Delbar Sādāt är det ganska tätbefolkat, med 72 invånare per kvadratkilometer. Närmaste större samhälle är Cham-e Dīvān, 1,8 km söder om Delbar Sādāt. Omgivningarna runt Delbar Sādāt är i huvudsak ett öppet busklandskap.